# سرپ ی مولوت (سرزمین آلتای)
سرپ ی مولوت (به لاتین: Serp i Molot) یک منطقهٔ مسکونی در روسیه است که در سرزمین آلتای واقع شده‌است.